# Tankred Hautevilleski
Tankred Hautevilleski (engleski Tancred of Hauteville, francuski Tancrède de Hauteville) (oko 1075. – 12. prosinca 1112., Antiohija, današnja Turska), čitaj: Tankred Otvilski, knez Galileje, regent Antiohije i Edese, jedan od vođa I. križarskog rata.

## Životopis
Tankred je bio normanski vojvoda iz južne Italije koji je krenuo u Prvi križarski rat sa svojim ujakom Bohemundom, (koji je poslije postao prvim knezom Antiohije). Prvo se istaknuo u Ciliciji, gdje je zauzeo Tarz od Turaka Seldžuka i došao u sukob s drugim istaknutim križarom, Baldvinom iz Boulogne. Odigrao je istaknutu ulogu u većini velikih bitaka križarskog rata, a nakon osvajanja Jeruzalema (1099.) dobio je titulu kneza Galileje. Služio je kao regent kneževine Antiohije za Bohemunda, dok je bio zatvoren od Turaka Seldžuka (1101. – 1103.), a potom trajno nakon što se Bohemund vratio u Europu 1104. godine. Kao regent Antiohije, a također i Edese od 1104. do 1108., Tankred je postao glavni latinski velikaš sjeverne Sirije. Stalno je ratovao s Turcima i Bizantincima sve do svoje smrti. Naslijedio ga je nećak Roger. Portret Tankreda kakav je prikazao Torquato Tasso u talijanskom baroknom epu Oslobođeni Jeruzalem  (La Gerusalemme liberata, 1581.) uvelike je imaginaran.